# Monestir de Vallespir
El monestir de Vallespir o de Santa Maria del Vallespir fou un antic establiment religiós del Vallespir, diòcesi d'Elna, a l'actual Catalunya del Nord. El monestir fou fundat a la fi del segle VII per un religiós anomenat Castellà, que en fou el primer abat. És esmentat al catàleg elaborat a la Dieta d'Aquisgrà (817). Més endavant es traslladaria a Arles i esdevindria la molt reputada abadia de Santa Maria d'Arles (Arulensis).
L'edifici original ja no existeix.